# Mana Dembélé
Pour les articles homonymes, voir Dembélé.
Mana Dembélé  né le 29 novembre 1988 à Ivry-sur-Seine, est un footballeur international malien, qui possède également la nationalité française. Il joue au poste d’attaquant au SFC Neuilly-sur-Marne, en National 3.

## Biographie

### Carrière en club
Préformé au Centre de Formation du Football de Paris (CFFP), Mana Dembélé rejoint celui de La Berrichonne de Châteauroux en 2007. Au cours de la saison 2008-2009, il intègre progressivement le groupe professionnel, rentrant neuf fois en cours de jeu en championnat.
Le 12 septembre 2008, il joue son premier match de Ligue 2 contre Guingamp (1-1), remplaçant Kevin Constant. Dès sa deuxième apparition, il inscrit son premier but en professionnel le 19 septembre contre Tours. Ses bonnes prestations lui valent d'obtenir un contrat professionnel à l'été 2009.
Durant l'été 2010, il suscite l'intérêt de clubs anglais comme Wolverhampton et Watford, puis le 16 septembre 2010 il prêté jusqu'à la fin de la saison aux Chamois niortais qui évolue en National.
En juillet, l'attaquant franco-malien signe un contrat de trois ans en faveur du Clermont Foot. À la fin de la saison 2012-2013, il est élu meilleur joueur de la saison et termine meilleur buteur de son club avec 13 buts inscrits.
Lors du mercato d'hiver 2014, après avoir passé trois ans et demi au Clermont Foot, Mana Dembélé est transféré à l'En Avant de Guingamp pour un montant estimé à 500 000 €. Il joue son premier match de Ligue 1 contre le Paris Saint-Germain (1-1), remplaçant Thibault Giresse. Le 22 février, il fête sa première titularisation en Ligue 1 à l'occasion d'une victoire 1-0 contre Nice.
En août 2014, il est prêté pour une saison sans option d'achat à l'AS Nancy-Lorraine. Alors qu'il n'avait pas encore marqué sous ses nouvelles couleurs, il inscrit un quadruplé face à Châteauroux dans le cadre de la 7e journée de Ligue 2. En septembre et octobre 2014 il reçoit deux trophées UNFP du joueur du mois après son début de saison tonitruant (sept buts en huit matches). Il est de retour à Guingamp l'été suivant.
En juillet 2016, il signe un contrat de trois ans en faveur du Havre. Le 31 janvier 2017, il prêté jusqu'à la fin de la saison à Laval. De retour au Havre à l'été.
Le 19 mars 2018, il est arrêté par la police à Paris, dans le 14e arrondissement. Il se trouvait alors au volant d'une voiture, en état d'ébriété et sans permis. Ce dernier aurait été suspendu il y a un an. Il encourt une peine pouvant aller jusqu’à deux ans de prison, assortie de 4 500 € d’amende et d’une interdiction de solliciter un nouveau permis de conduire pour une durée de trois ans. Le 30 août 2018, il résilie son contrat avec Le Havre, très peu utilisé durant les deux saisons passées au club, seulement 16 matchs en Ligue 2.
En novembre 2019, il effectue un essai non concluant au Club africain,. Le 10 janvier 2020, il rejoint le Racing FC Union Luxembourg, évoluant en Division nationale. Lors de la saison 2020-2021 il termine meilleur buteur de son équipe.
Non conservé à l'été 2022, il participe au stage de l'UNFP destiné aux joueurs sans contrat.

### Carrière en sélection (2013-2015)
Pré-convoqué par le sélectionneur du Mali, Patrice Carteron, pour disputer la Coupe d'Afrique des nations 2013, il n’a finalement pas été retenu dans la liste définitive des 23 joueurs qui partiront en Afrique du Sud,. En mars 2013, il est convoqué pour un match des éliminatoires de la Coupe du monde 2014 contre le Rwanda,.
Le 24 mars 2013, il honore sa première sélection contre le Rwanda. Lors de ce match, Mana Dembélé entre à la 80e minute de la rencontre, à la place de Mohamed Sissoko. Le match se solde par une victoire 1-2 des Maliens,.
En mars 2015, il est rappelé en sélection par Alain Giresse pour des matchs amicaux contre le Gabon et le Ghana. Il reçoit sa dernière sélection le 31 mars 2015 contre le Ghana (1-1).
Mana Dembélé compte 9 sélections avec l'équipe du Mali entre 2013 et 2015.

### Famille
Il est le grand frère de Malaly Dembélé, footballeur qui évolue au poste d'avant-centre au Rodez AF.

## Statistiques
| Saison                | Club                     | Championnat           | Championnat | Championnat | Coupe nationale | Coupe nationale | Coupe de la Ligue | Coupe de la Ligue | Mali | Mali | Total | Total |
| Saison                | Club                     | Division              | M.          | B.          | M.              | B.              | M.                | B.                | M.   | B.   | M.    | B.    |
| 2008-2009             | LB Châteauroux           | Ligue 2               | 9           | 2           | 2               | 0               | 2                 | 0                 | -    | -    | 13    | 2     |
| 2009-2010             | LB Châteauroux           | Ligue 2               | 17          | 2           | -               | -               | 1                 | 0                 | -    | -    | 18    | 2     |
| Sous-total            | Sous-total               | Sous-total            | 26          | 4           | 2               | 0               | 3                 | 0                 | -    | -    | 31    | 4     |
| 2010-2011             | Chamois niortais (prêt)  | National              | 29          | 6           | -               | -               | -                 | -                 | -    | -    | 29    | 6     |
| Sous-total            | Sous-total               | Sous-total            | 29          | 6           | -               | -               | -                 | -                 | -    | -    | 29    | 6     |
| 2011-2012             | Clermont Foot            | Ligue 2               | 38          | 8           | 3               | 0               | 1                 | 0                 | -    | -    | 42    | 8     |
| 2012-2013             | Clermont Foot            | Ligue 2               | 37          | 13          | 1               | 0               | 1                 | 0                 | 3    | 0    | 42    | 13    |
| 2013-2014             | Clermont Foot            | Ligue 2               | 11          | 3           | 1               | 0               | 1                 | 0                 | 2    | 0    | 15    | 3     |
| Sous-total            | Sous-total               | Sous-total            | 86          | 24          | 5               | 0               | 3                 | 0                 | 5    | 0    | 99    | 24    |
| 2013-2014             | EA Guingamp              | Ligue 1               | 10          | 0           | 1               | 0               | -                 | -                 | 2    | 0    | 13    | 0     |
| 2015-2016             | EA Guingamp              | Ligue 1               | 13          | 0           | 1               | 0               | 2                 | 0                 | -    | -    | 16    | 0     |
| Sous-total            | Sous-total               | Sous-total            | 23          | 0           | 2               | 0               | 2                 | 0                 | 2    | 0    | 29    | 0     |
| 2014-2015             | AS Nancy-Lorraine (prêt) | Ligue 2               | 31          | 12          | 2               | 0               | 1                 | 0                 | 2    | 0    | 36    | 12    |
| Sous-total            | Sous-total               | Sous-total            | 31          | 12          | 2               | 0               | 1                 | 0                 | 2    | 0    | 36    | 12    |
| 2016-2017             | Le Havre AC              | Ligue 2               | 11          | 0           | 2               | 2               | 3                 | 3                 | -    | -    | 16    | 5     |
| 2017-2018             | Le Havre AC              | Ligue 2               | 5           | 0           | -               | -               | -                 | -                 | -    | -    | 5     | 0     |
| Sous-total            | Sous-total               | Sous-total            | 16          | 0           | 2               | 2               | 3                 | 3                 | -    | -    | 21    | 5     |
| 2016-2017             | Stade lavallois (prêt)   | Ligue 2               | 8           | 2           | -               | -               | -                 | -                 | -    | -    | 8     | 2     |
| Sous-total            | Sous-total               | Sous-total            | 8           | 2           | -               | -               | -                 | -                 | -    | -    | 8     | 2     |
| 2019-2020             | RFCU Luxembourg          | Division Nationale    | 5           | 0           | -               | -               | -                 | -                 | -    | -    | 5     | 0     |
| 2020-2021             | RFCU Luxembourg          | Division Nationale    | 6           | 3           | -               | -               | -                 | -                 | -    | -    | 6     | 3     |
| Sous-total            | Sous-total               | Sous-total            | 11          | 3           | -               | -               | -                 | -                 | -    | -    | 11    | 3     |
| Total sur la carrière | Total sur la carrière    | Total sur la carrière | 230         | 51          | 13              | 2               | 12                | 3                 | 9    | 0    | 264   | 56    |